# 7629 Foros
7629 Foros este un asteroid din centura principală de asteroizi.

## Descriere
7629 Foros este un asteroid din centura principală de asteroizi. A fost descoperit pe 19 august 1977 la Observatorul de Astrofizică din Crimeea de Nikolai Cernîh. El prezintă o orbită caracterizată de o semiaxă mare de 2,37 ua, o excentricitate de 0,23 și o înclinație de 1,9° în raport cu ecliptica.